# Kabaret n. 2
Kabaret n. 2 è il terzo album in studio di Bruno Lauzi, pubblicato dalla nel 1967.

## Tracce
1. La ballata medioevale (Bruno Lauzi)
2. La ballata d'innocenza (Bruno Lauzi)
3. L'amore gratis (Bruno Lauzi)
4. Ondina (Bruno Lauzi)
5. Sulle nuvole (Lino Toffolo)
6. New York (Bruno Lauzi)
7. Mille Lire al mese (Alessandro Sopranzi, Carlo Innocenzi)
8. Il testamento (Bruno Lauzi)
9. Il caro estinto (Bruno Lauzi)
10. El me gatt (Ivan Della Mea)
11. Anna la rossa (Bruno Lauzi)
12. La zitella (Bruno Lauzi)
13. Ma se ghe penso (Attilio Margutti, Mario Cappello)
14. Quella gente là (Bruno Lauzi, Jacques Brel)

## Musicisti
- Bruno Lauzi - voce
- Orchestra condotta da Franco Tadini